# ورد تركي
ورد تركي (الاسم العلمي:Rosa turcica) هو نوع من النباتات يتبع جنس الورد من الفصيلة الوردية.